# Pangil
Pangil is een gemeente in de Filipijnse provincie Laguna op het eiland Luzon. Bij de laatste census in 2010 telde de gemeente ruim 23 duizend inwoners.

## Geografie

### Bestuurlijke indeling
Pangil is onderverdeeld in de volgende 8 barangays:
- Balian
- Dambo
- Galalan
- Isla
- Mabato-Azufre
- Natividad
- San Jose
- Sulib

## Demografie
Pangil had bij de census van 2010 een inwoneraantal van 23.201 mensen. Dit waren -220 mensen (-0,9%) meer dan bij de vorige census van 2007. Ten opzichte van de census van 2000 was het aantal inwoners gegroeid met 2.503 mensen (12,1%). De gemiddelde jaarlijkse groei in die periode kwam daarmee uit op 1,15%, hetgeen lager was dan het landelijk jaarlijks gemiddelde over deze periode (1,90%).

De bevolkingsdichtheid van Pangil was ten tijde van de laatste census, met 23.201 inwoners op 45,03 km², 515,2 mensen per km².